# Те-Сілос (Монтана)
Те-Сілос (англ. The Silos) — переписна місцевість (CDP) в США, в окрузі Бродвотер штату Монтана. Населення — 691 особа (2020).

## Географія
Те-Сілос розташований за координатами 46°23′54″ пн. ш. 111°35′11″ зх. д. / 46.39833° пн. ш. 111.58639° зх. д. (46.398235, -111.586282).  За даними Бюро перепису населення США в 2010 році переписна місцевість мала площу 13,34 км², уся площа — суходіл.

## Демографія
Згідно з переписом 2010 року, у переписній місцевості мешкало 506 осіб у 212 домогосподарствах у складі 162 родин. Густота населення становила 38 осіб/км².  Було 259 помешкань (19/км²).
Расовий склад населення:
| - 98,0 % — білих - 0,8 % — чорних або афроамериканців - 0,4 % — корінних американців |

До двох чи більше рас належало 0,6 %. Частка іспаномовних становила 4,5 % від усіх жителів.
За віковим діапазоном населення розподілялося таким чином: 20,2 % — особи молодші 18 років, 62,0 % — особи у віці 18—64 років, 17,8 % — особи у віці 65 років та старші. Медіана віку мешканця становила 49,4 року. На 100 осіб жіночої статі у переписній місцевості припадало 100,8 чоловіків;  на 100 жінок у віці від 18 років та старших — 99,0 чоловіків також старших 18 років.
Середній дохід на одне домашнє господарство  становив 62 546 доларів США (медіана — 45 875), а середній дохід на одну сім'ю — 54 269 доларів (медіана — 36 691). За межею бідності перебувало 10,6 % осіб, у тому числі 0,0 % дітей у віці до 18 років та 0,0 % осіб у віці 65 років та старших.
Цивільне працевлаштоване населення становило 306 осіб. Основні галузі зайнятості: будівництво — 19,0 %, сільське господарство, лісництво, риболовля — 18,0 %, науковці, спеціалісти, менеджери — 12,1 %, оптова торгівля — 11,1 %.